# Beeldengalerij
De beeldengalerij was een beeldengroep in de Statenpassage van de Tweede Kamer, geplaatst in 2000 en verwijderd in 2018. De beeldengroep bestaat uit achttien borststukken van wit marmer in bruikleen uit verschillende Nederlandse musea.

## Beschrijving
De Tweede Kamer heeft het beleid om alleen portretten te plaatsen van gerenommeerde voormalige Nederlandse politici. Een uitzondering daarop vormt de beeldengalerij waar dichters, staatslieden, wetenschappers, schrijvers en industriëlen staan.
De beelden zijn geselecteerd door Henk van Os en Rudi Fuchs uit het Instituut Collectie Nederland. De selectie was mede gebaseerd op beschikbaarheid qua bruiklenen en onderlinge verhouding van de beelden. Ze zijn geschakeerd rondom het gipsen beeld Illusie van Johan Hendrik Baars uit de collectie van het Rijksmuseum Amsterdam dat Icarus uitbeeldt die de vergankelijkheid van de hoogmoed symboliseert.
De afgebeelden zijn voor plaatsing doorgelicht op hun uitspraken en daden in hun werkende leven, maar desondanks werd in 2003, na bezwaar van SP-senator Ronald van Raak, de buste van de filosoof Gerardus Bolland verwijderd toen gebleken was dat hij in een rede in 1921 antisemitische uitspraken had gedaan. Ook zijn later de beelden van Michiel de Ruyter en Pierre Cuypers, om niet gespecificeerde redenen, ingeruild voor andere beelden.
De beeldengalerij werd op 14 september 2018 opgeheven om plaats te maken voor een tijdelijke tentoonstelling over honderd jaar kiesrecht. De beelden zijn teruggegeven aan de musea waarvan ze in bruikleen waren. Op de plek van de beeldengalerij bevindt zich sinds  27 september 2018  een buste van Suze Groeneweg, het eerste vrouwelijke Tweede Kamerlid.

## Lijst van beelden

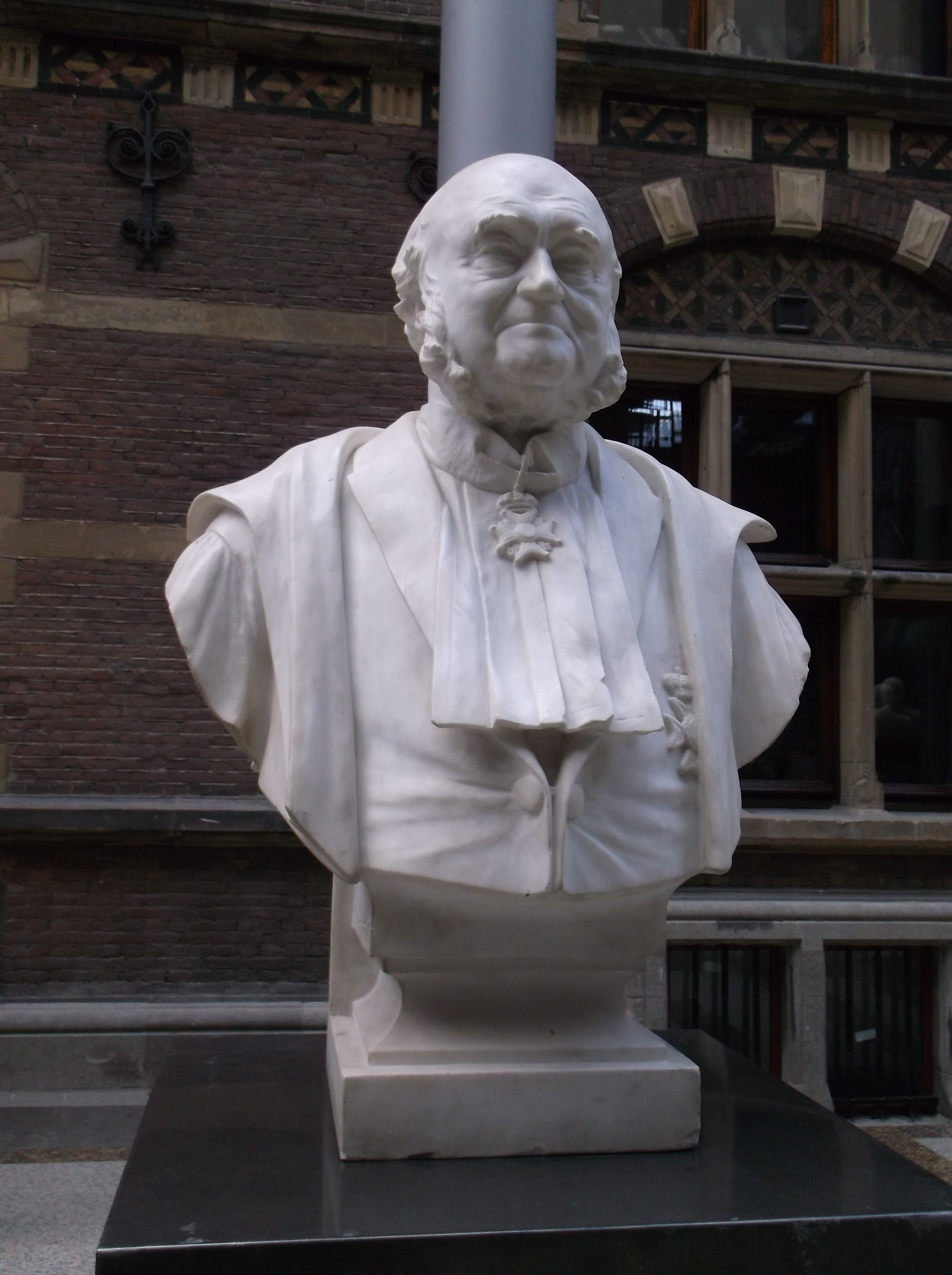
Nicolaas Beets (schrijver), Cornelis Beets, 1894, collectie Rijksmuseum Amsterdam
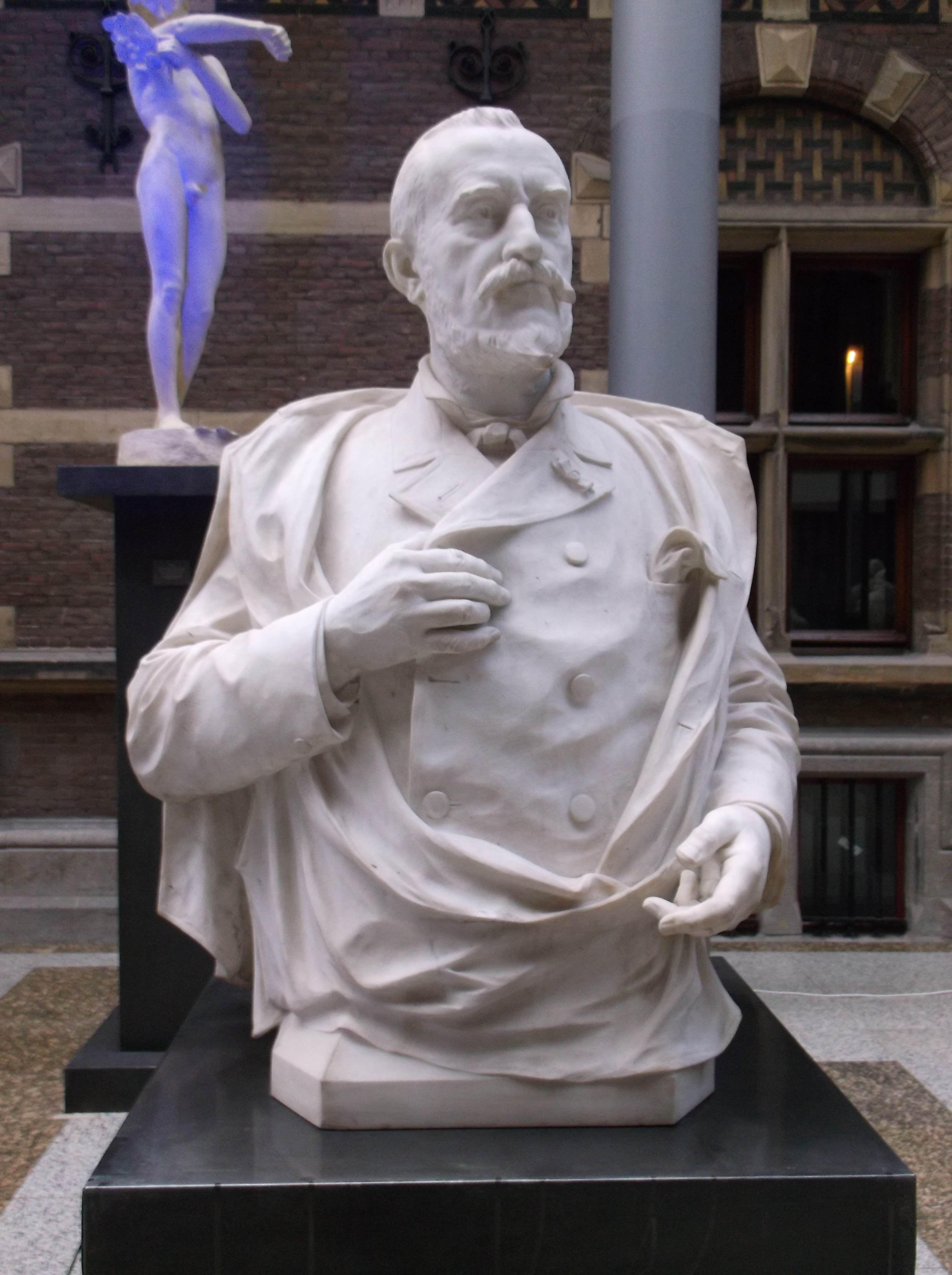
Johannes Bosboom (schilder), Bart van Hove
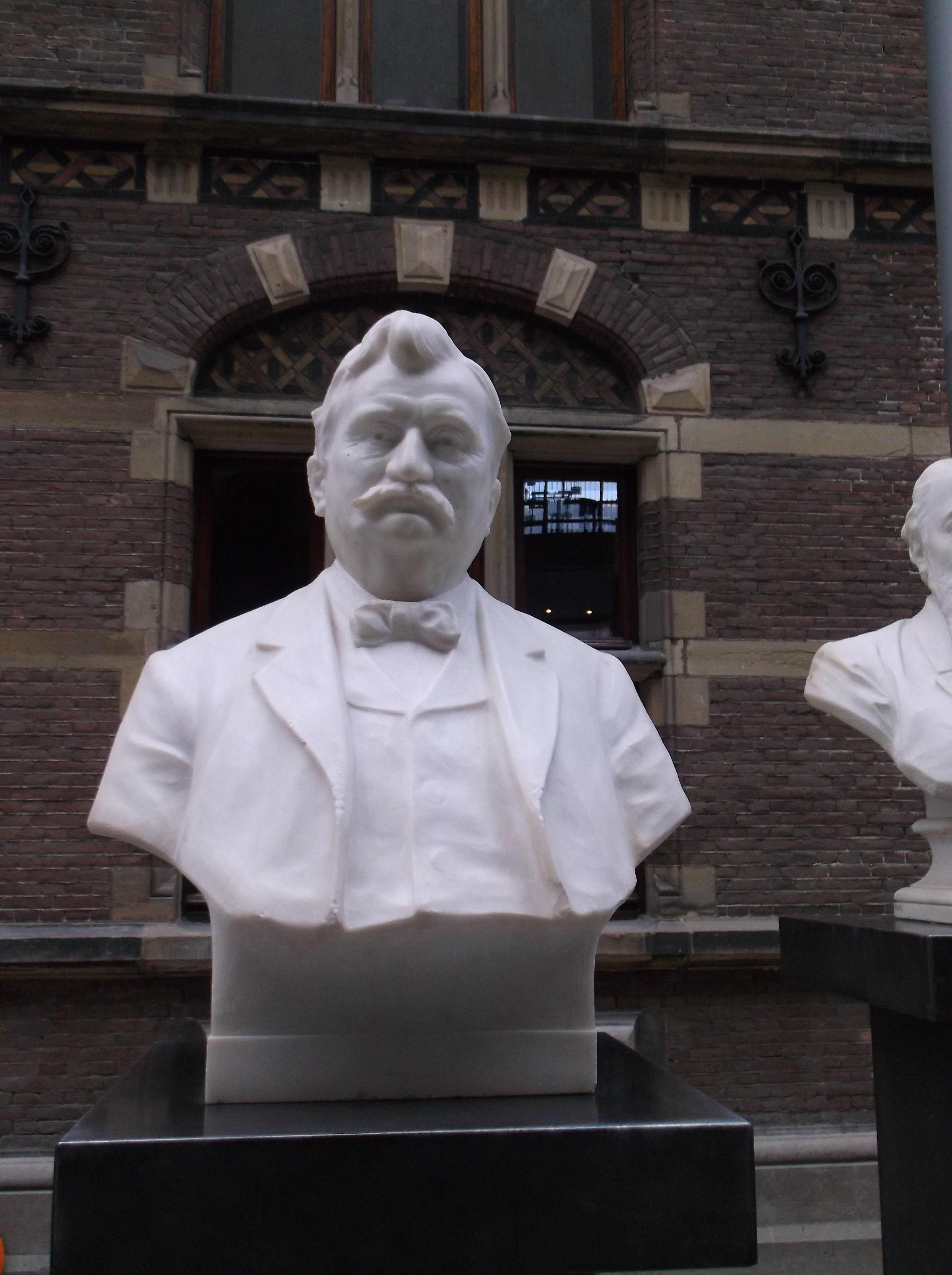
Anne van Hasselt (spoorweg-ingenieur), Charles van Wijk, begin 20e eeuw, collectie Amsterdam Museum
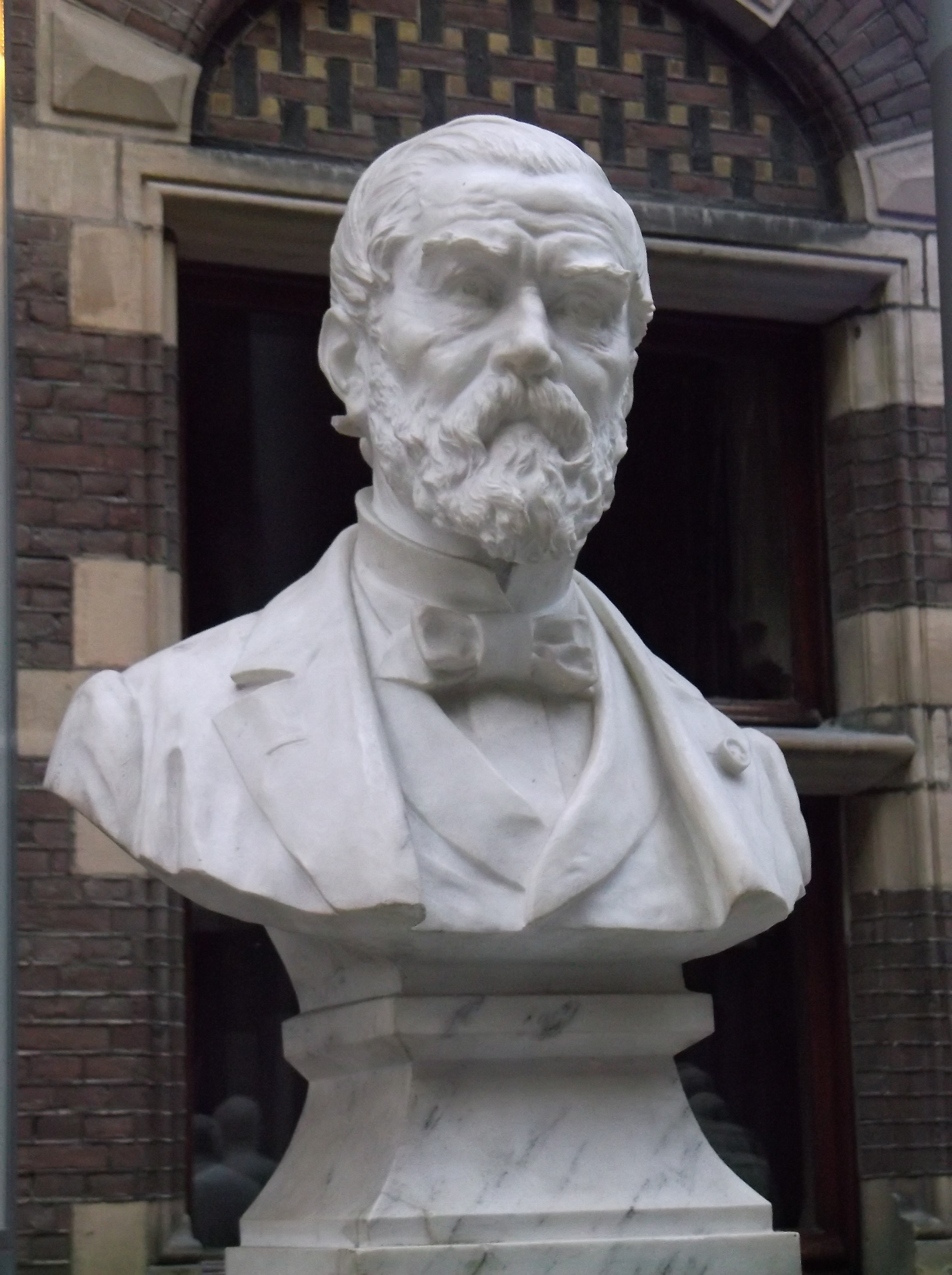
Willem Hofdijk (schrijver), Bart van Hove, 1886, collectie Rijksmuseum Amsterdam
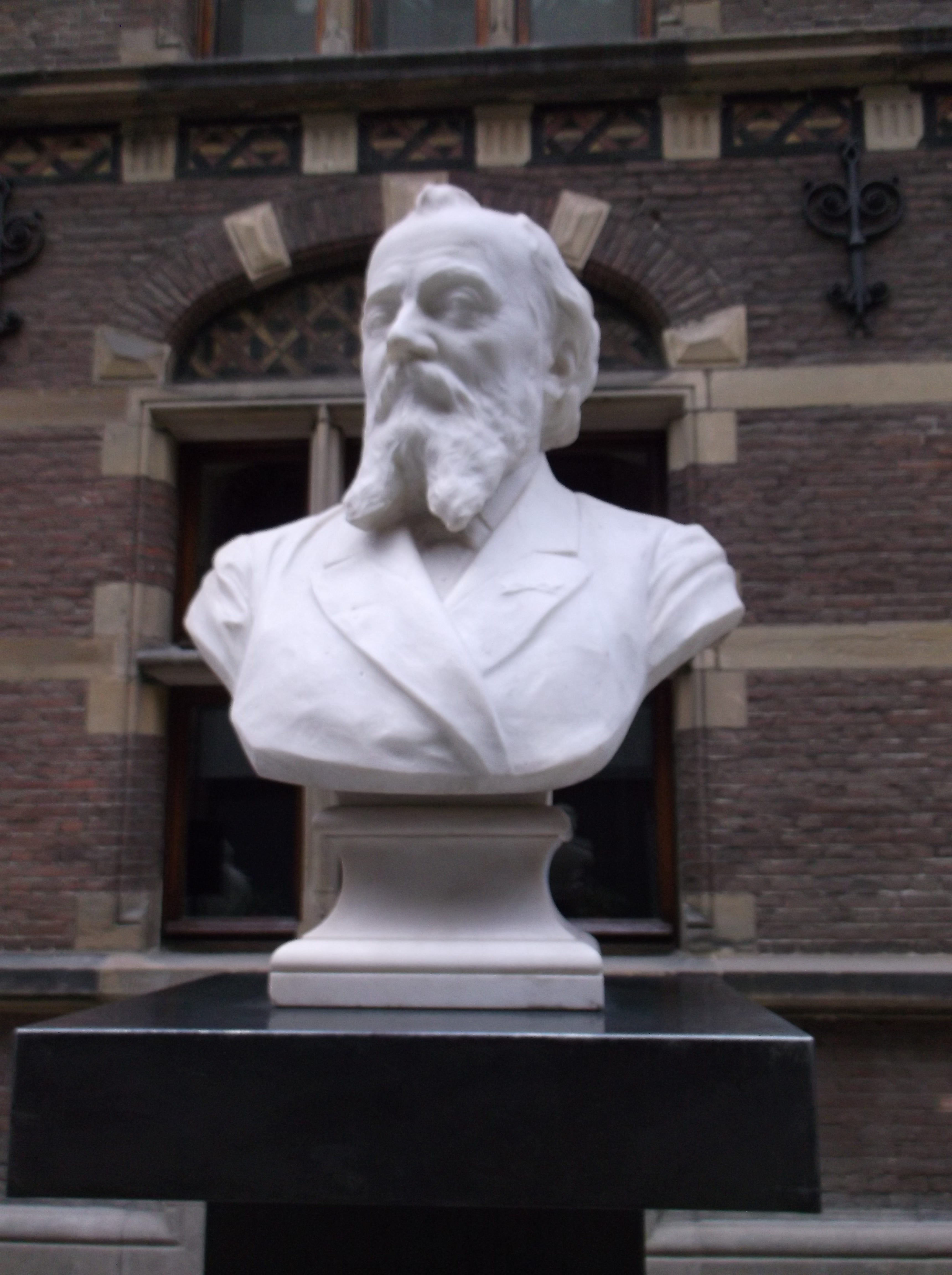
Richard Hol (dirigent), Arend Odé, 1896, collectie Rijksmuseum Amsterdam
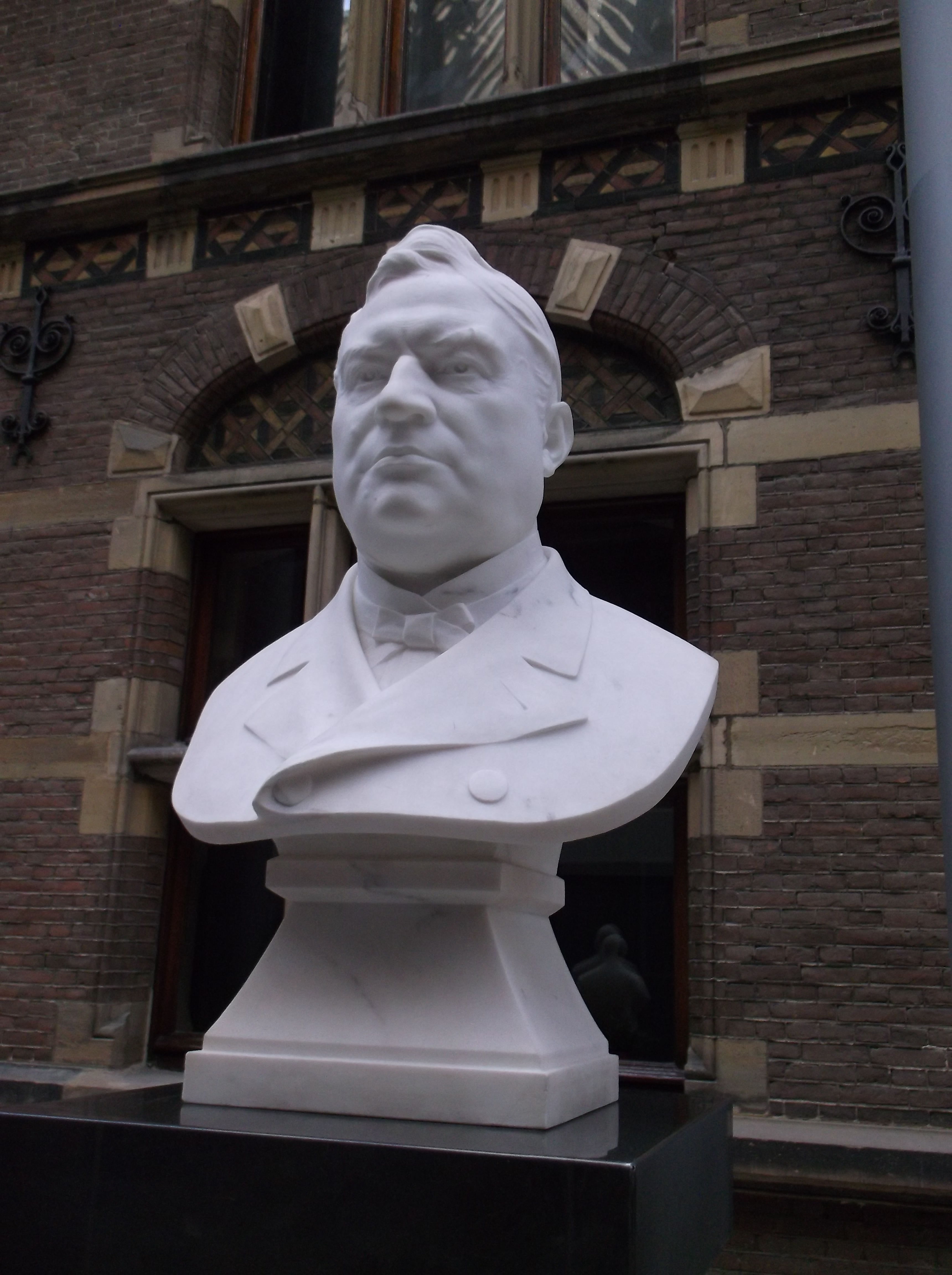
Hendrik Fredrik Jansen (oprichter meubelfabriek), Bart van Hove, 1892, collectie Rijksmuseum Amsterdam
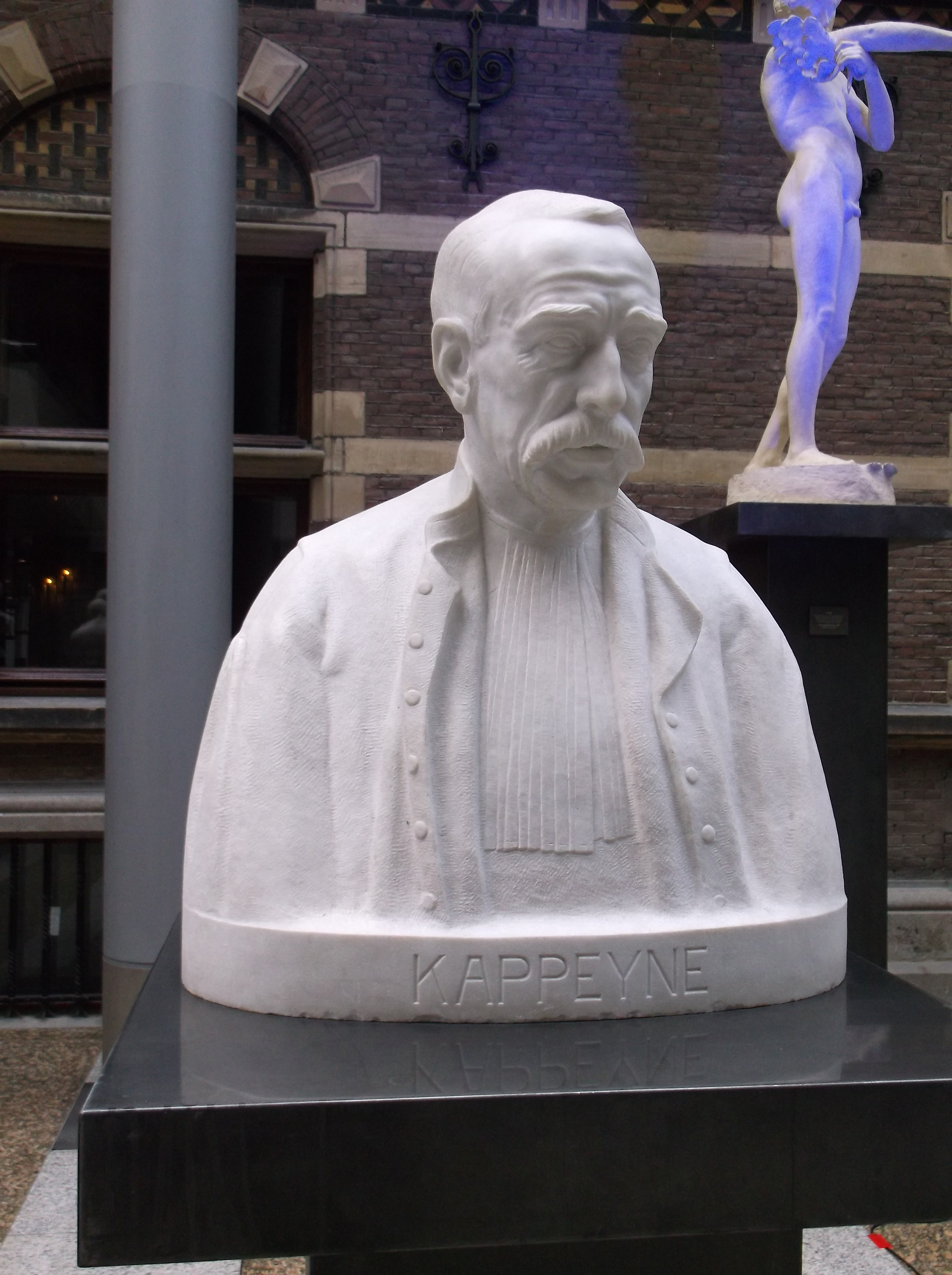
Jacobus Kappeyne van de Coppello (gemeenteadvocaat Amsterdam), Emil Julius Epple
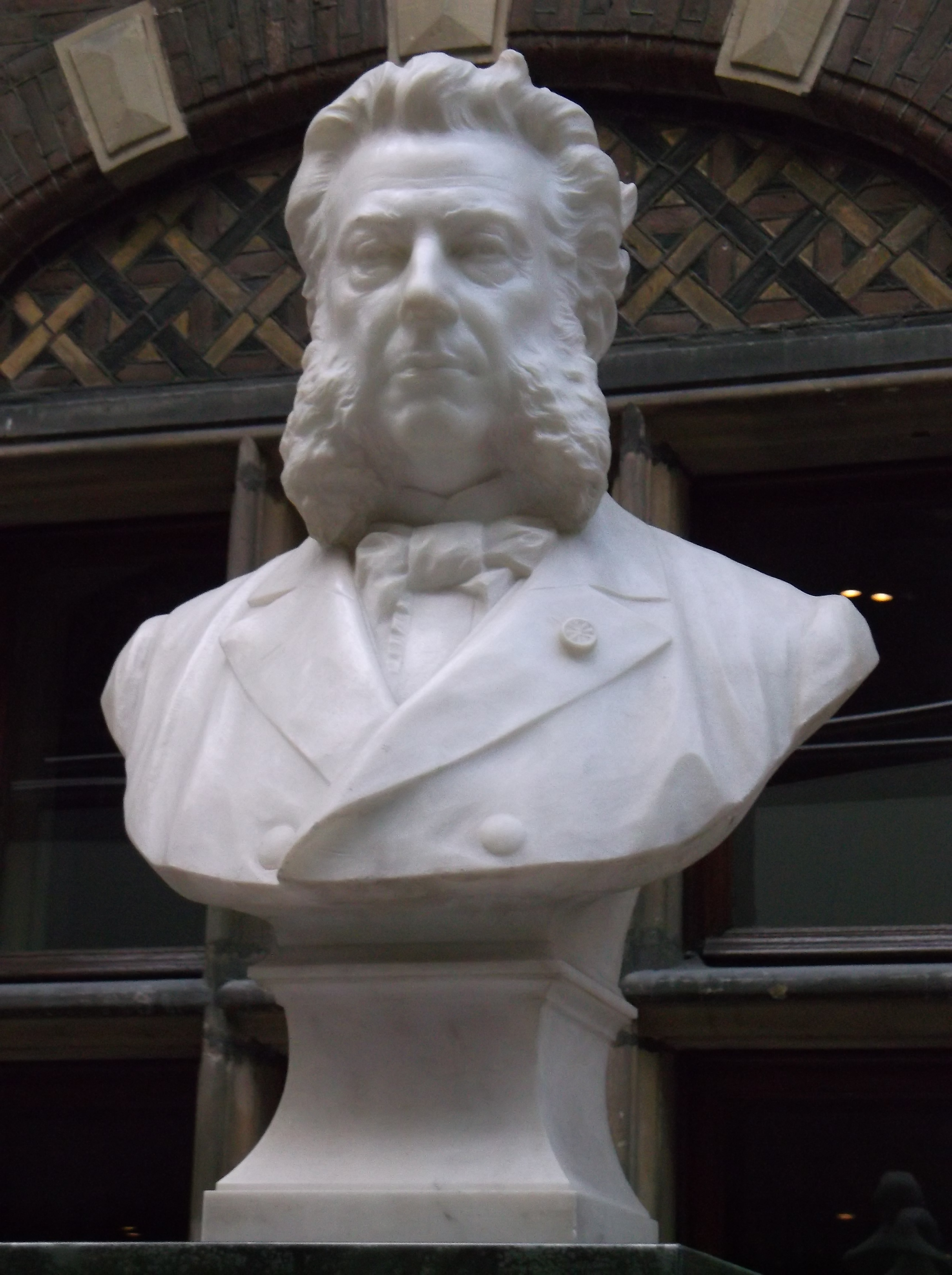
Jan Jakob Lodewijk ten Kate, Bart van Hove, 1889, collectie Rijksmuseum Amsterdam
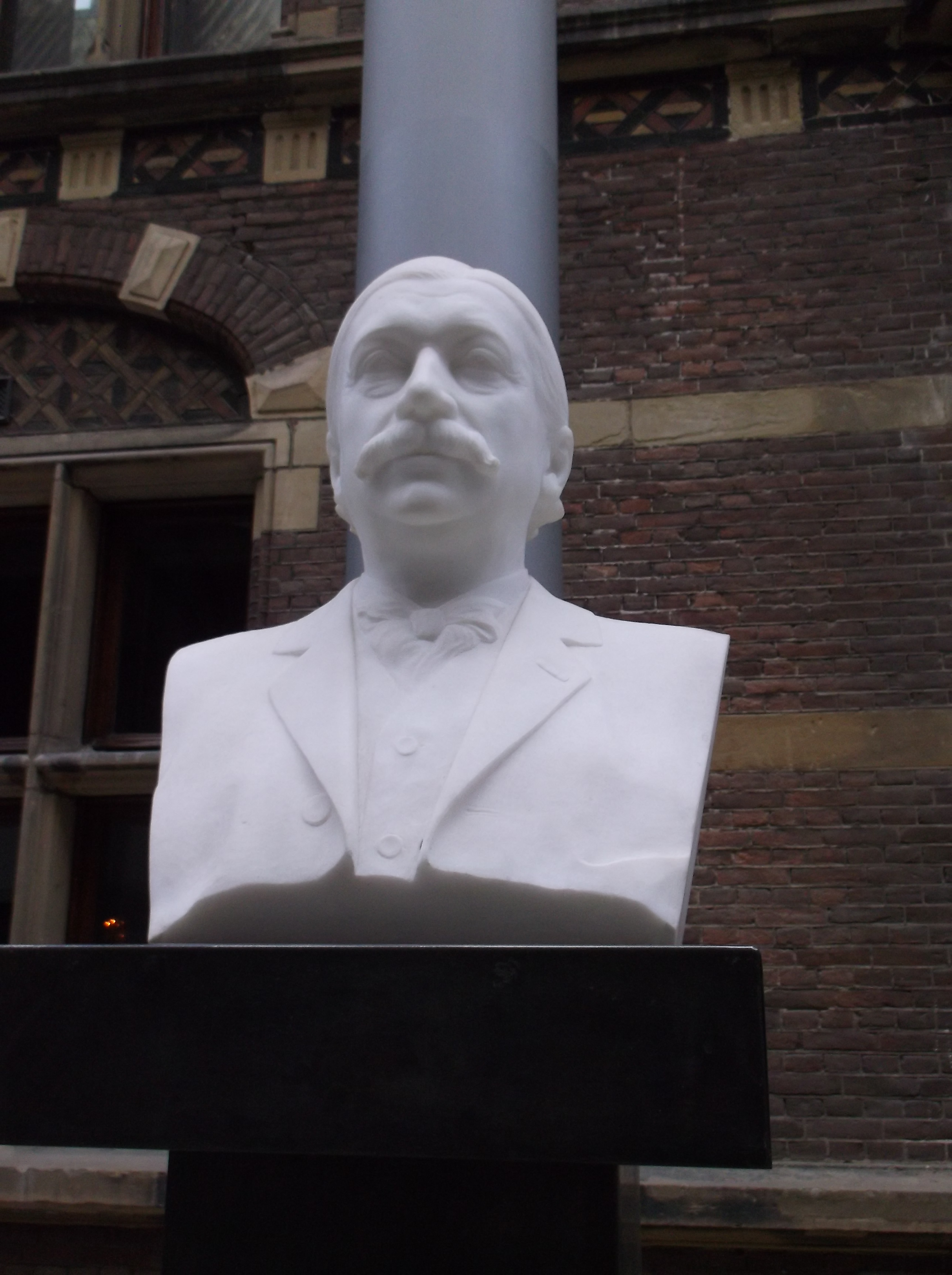
Pieter Klazes Pel (internist), Pier Pander, 1909, collectie Universiteitsmuseum van Amsterdam
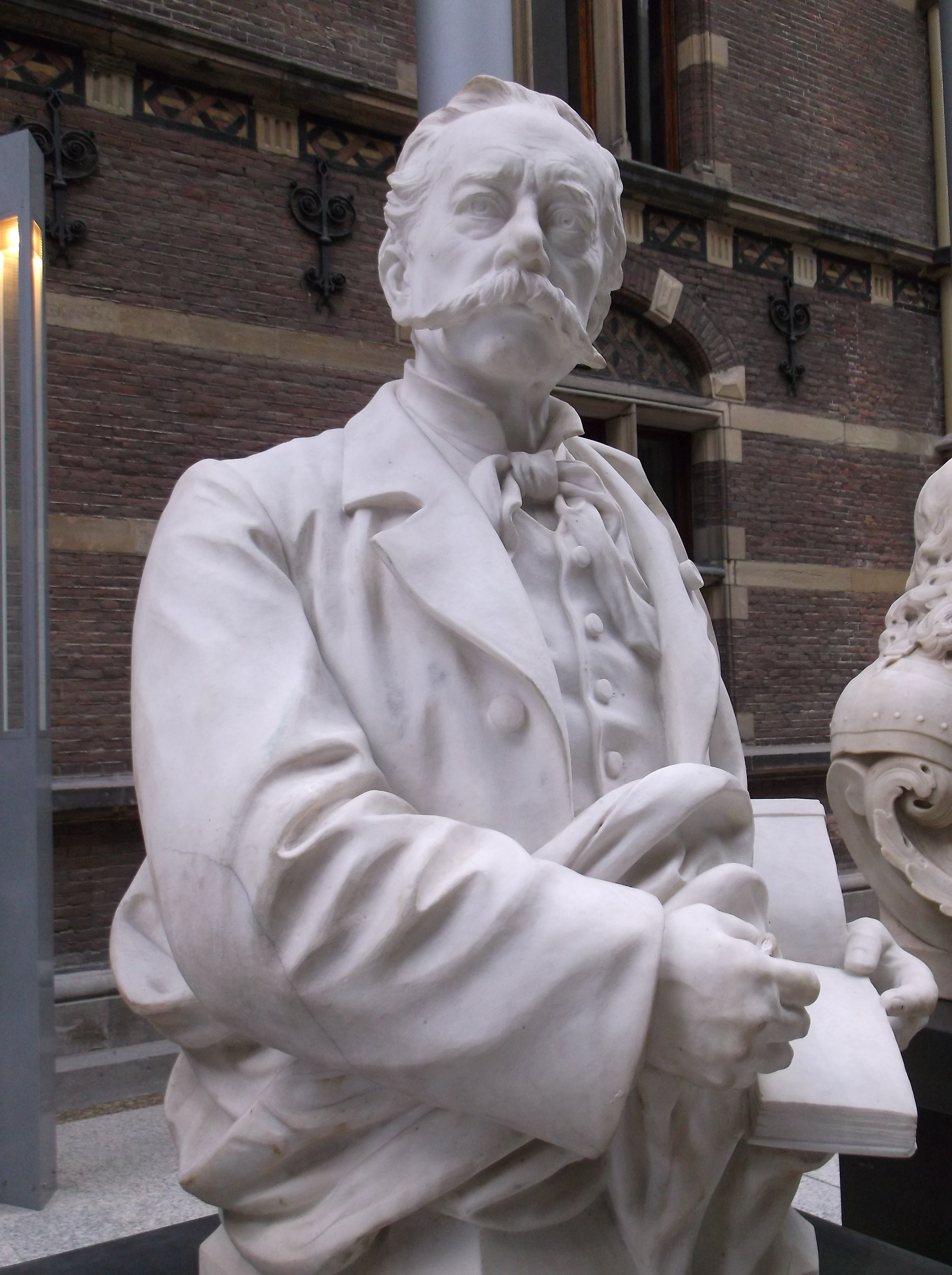
Charles Rochussen (schilder), Bart van Hove, 1884, collectie Stedelijk Museum Amsterdam
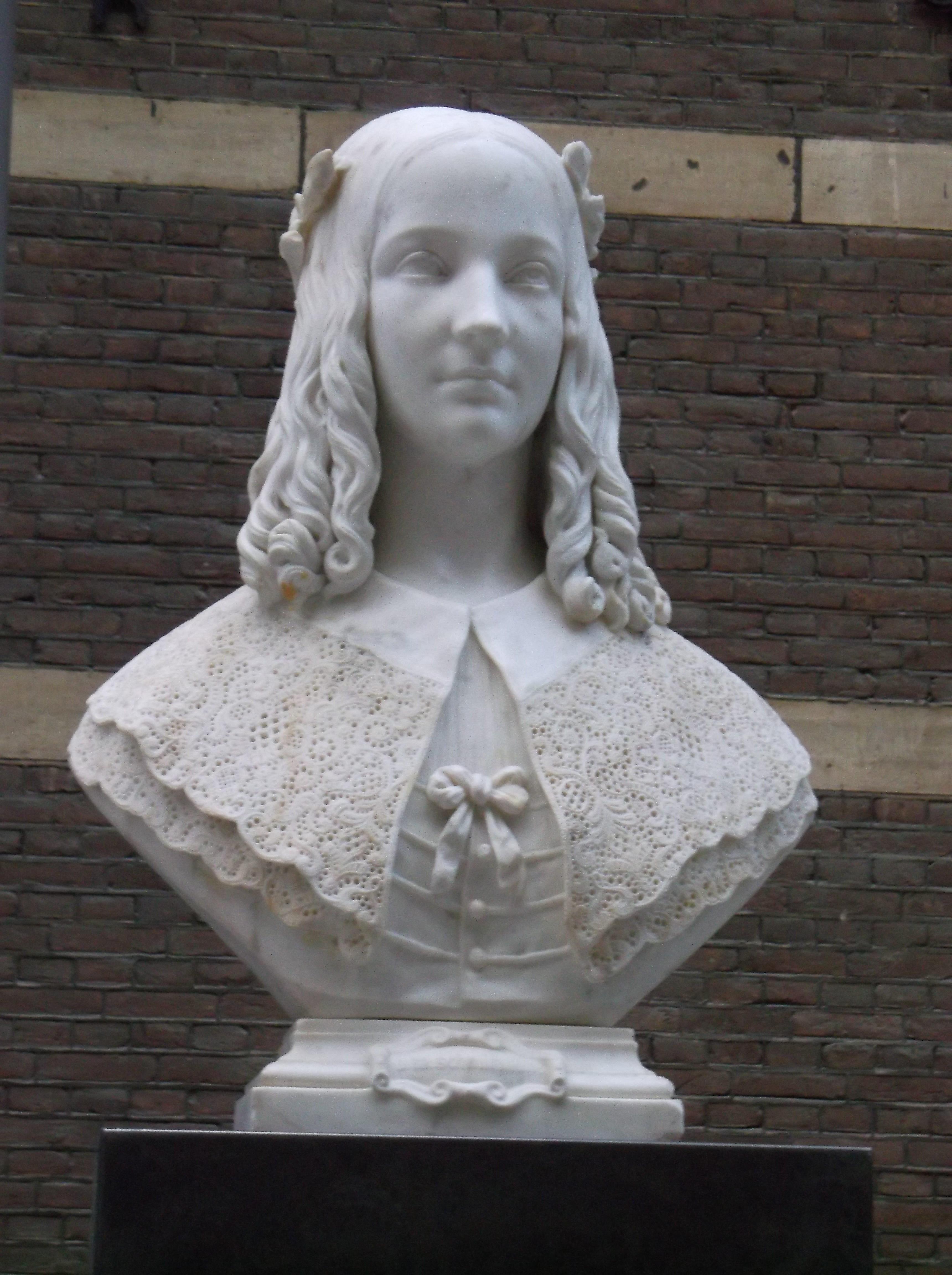
Anna Maria van Schurman (kunsten en wetenschappen), Pieter Puyenbroeck, 1841, Koninklijk Huisarchief
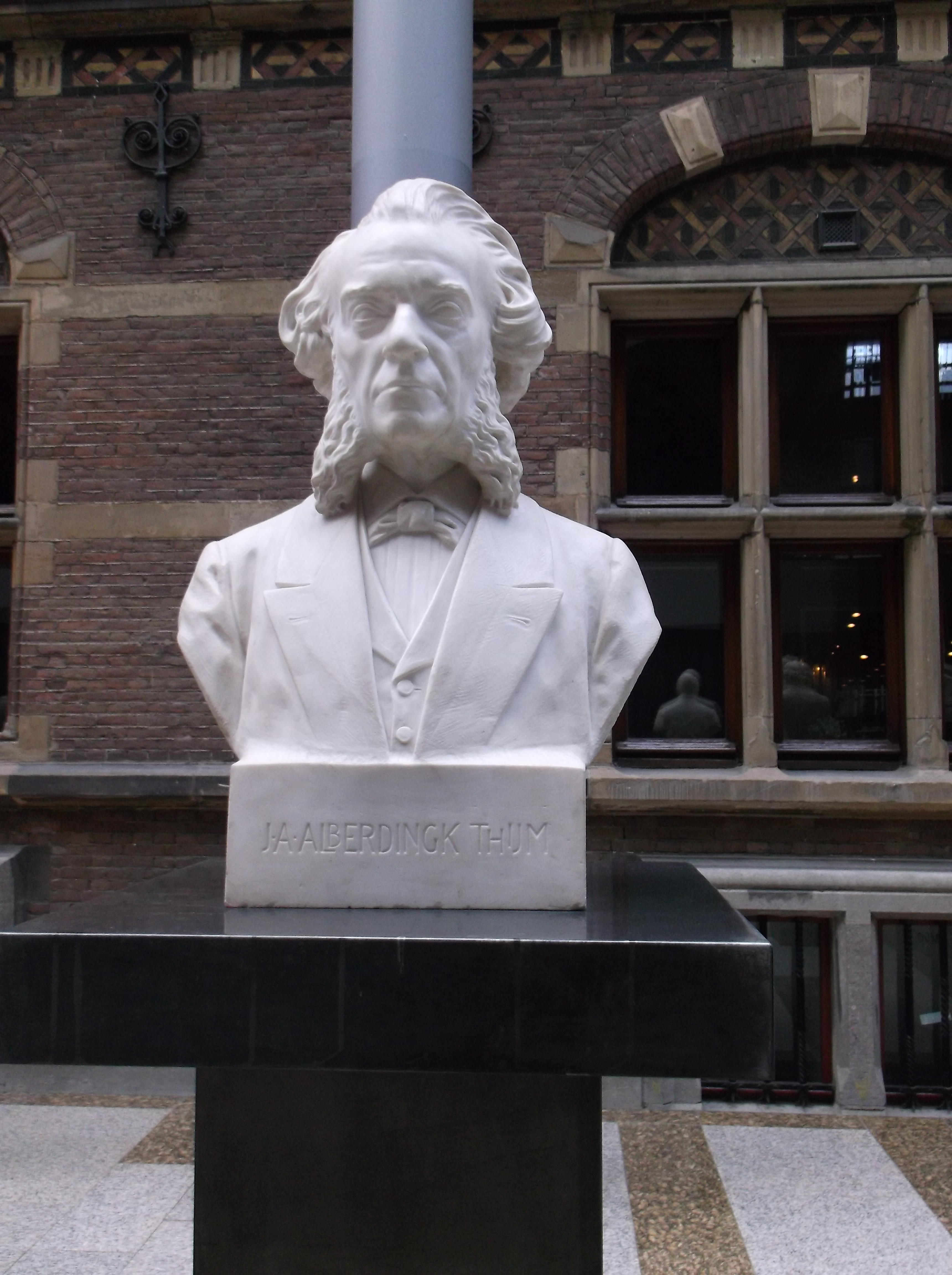
Joseph Alberdingk Thijm (schrijver), Hein Maessen
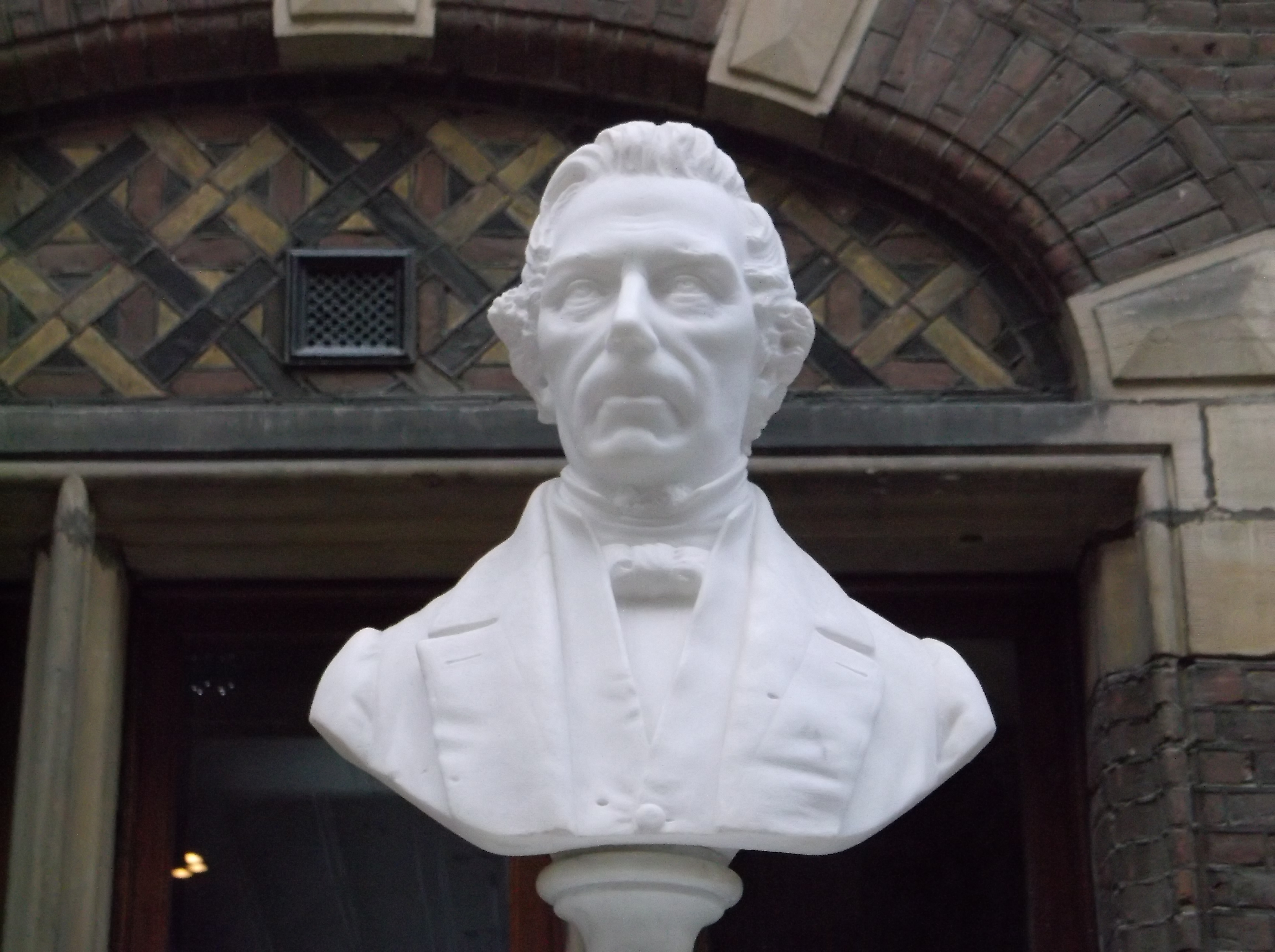
Johan Rudolph Thorbecke, maker onbekend, collectie VVD, Den Haag
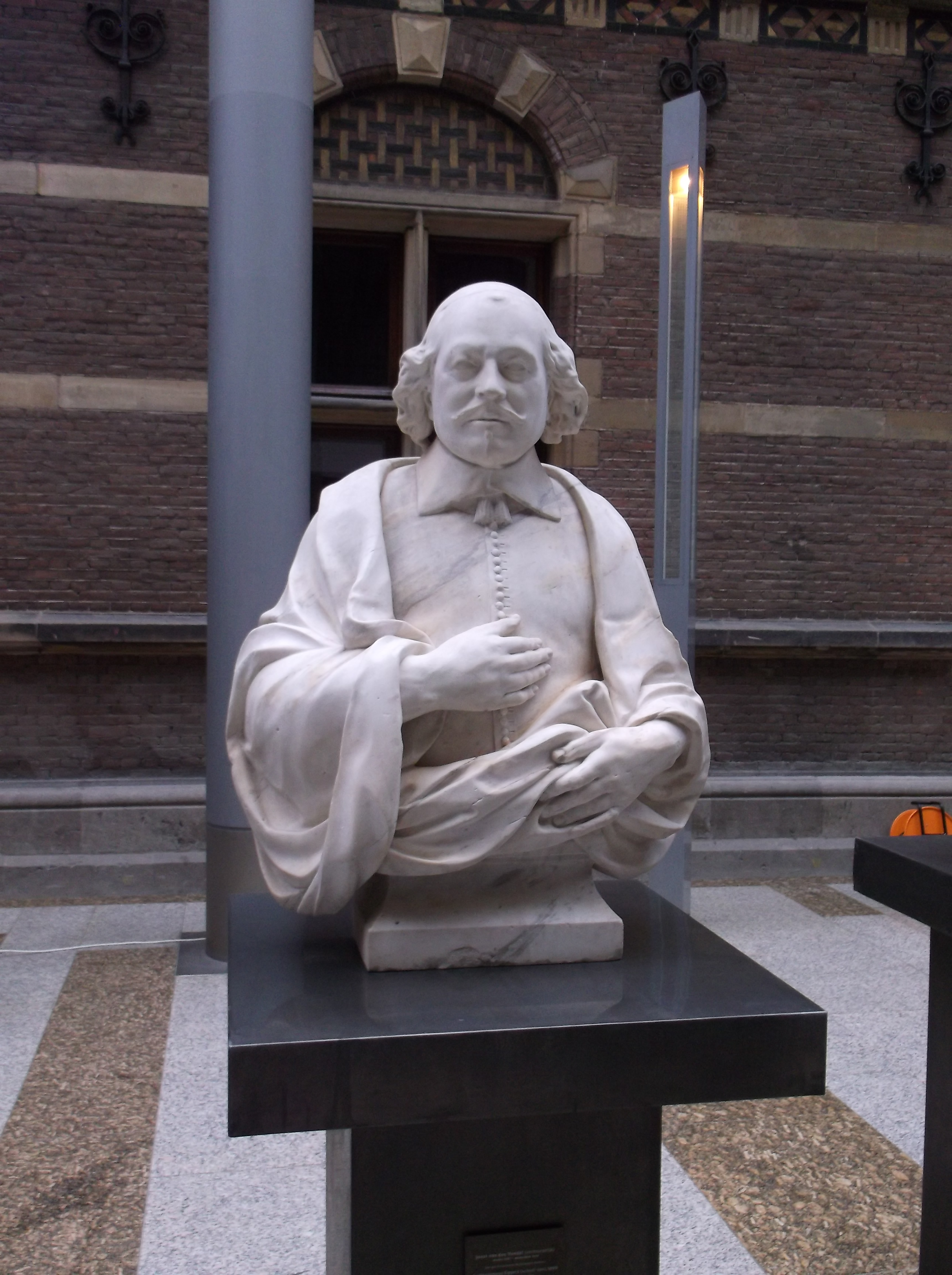
Joost van den Vondel (dichter), Bartholomeus Eggers
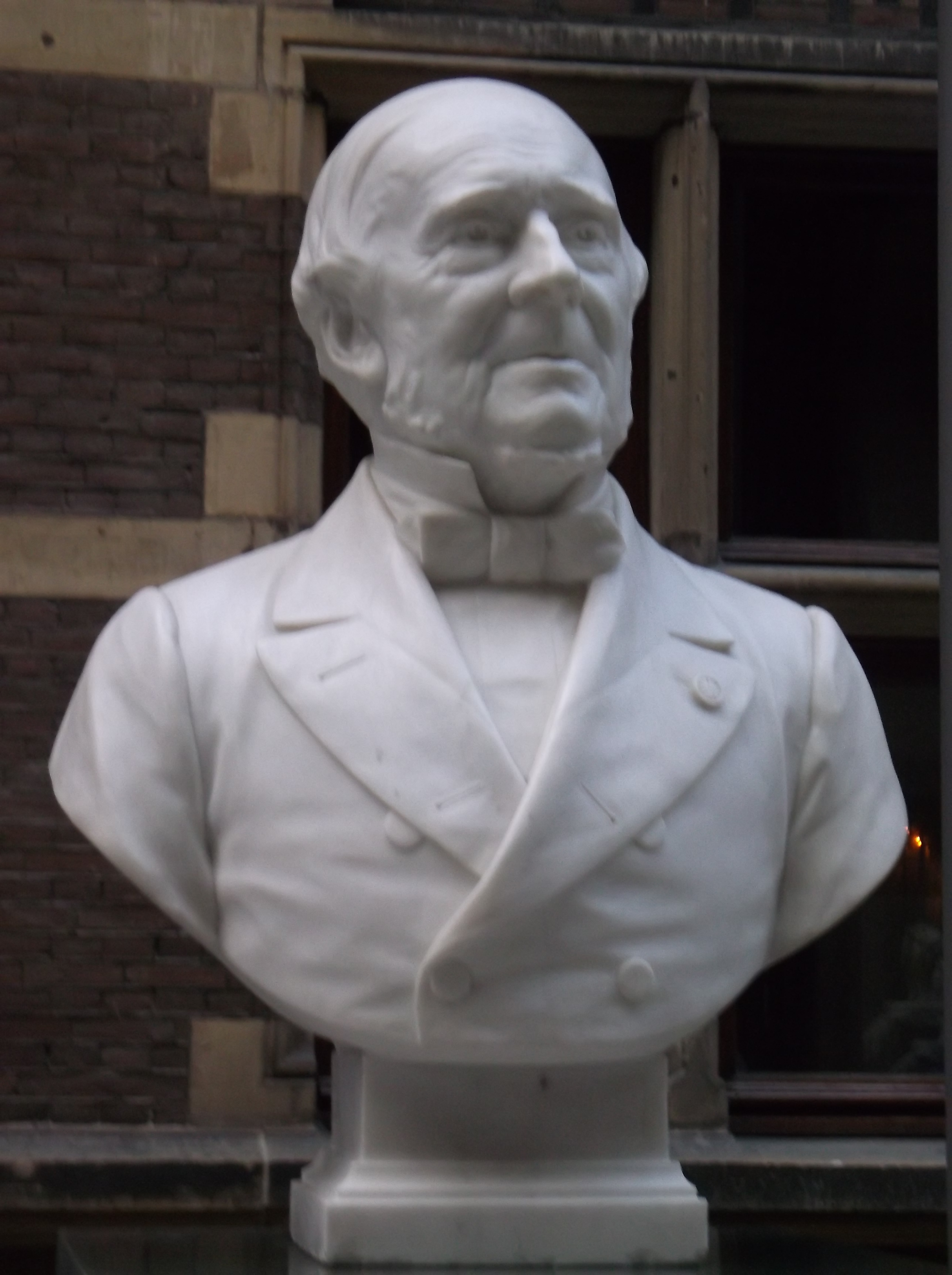
Gerardus Frederik Westerman (oprichter Artis), Louis Dupuis, 1898, collectie Amsterdam Museum
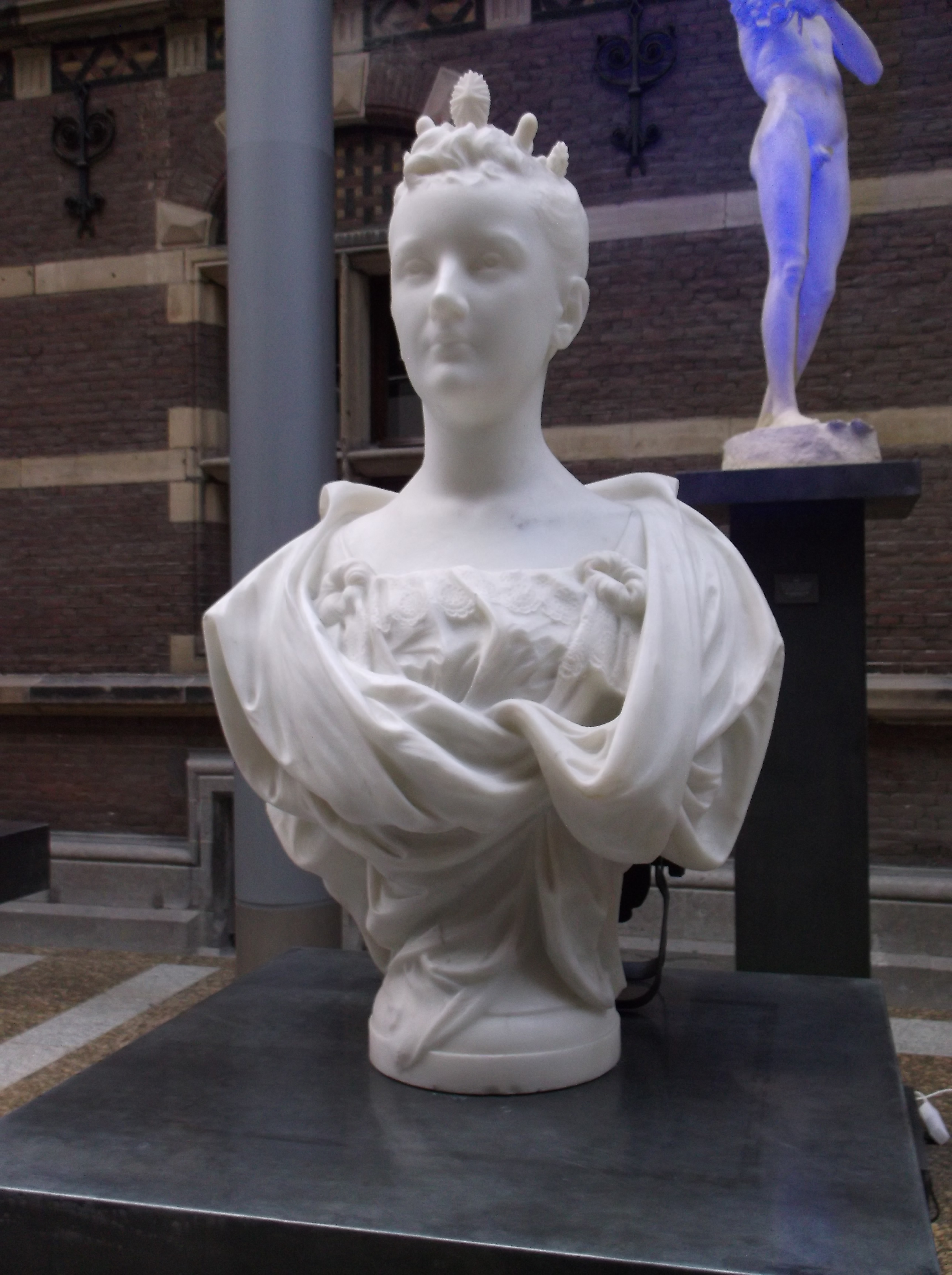
Wilhelmina der Nederlanden, Bart van Hove
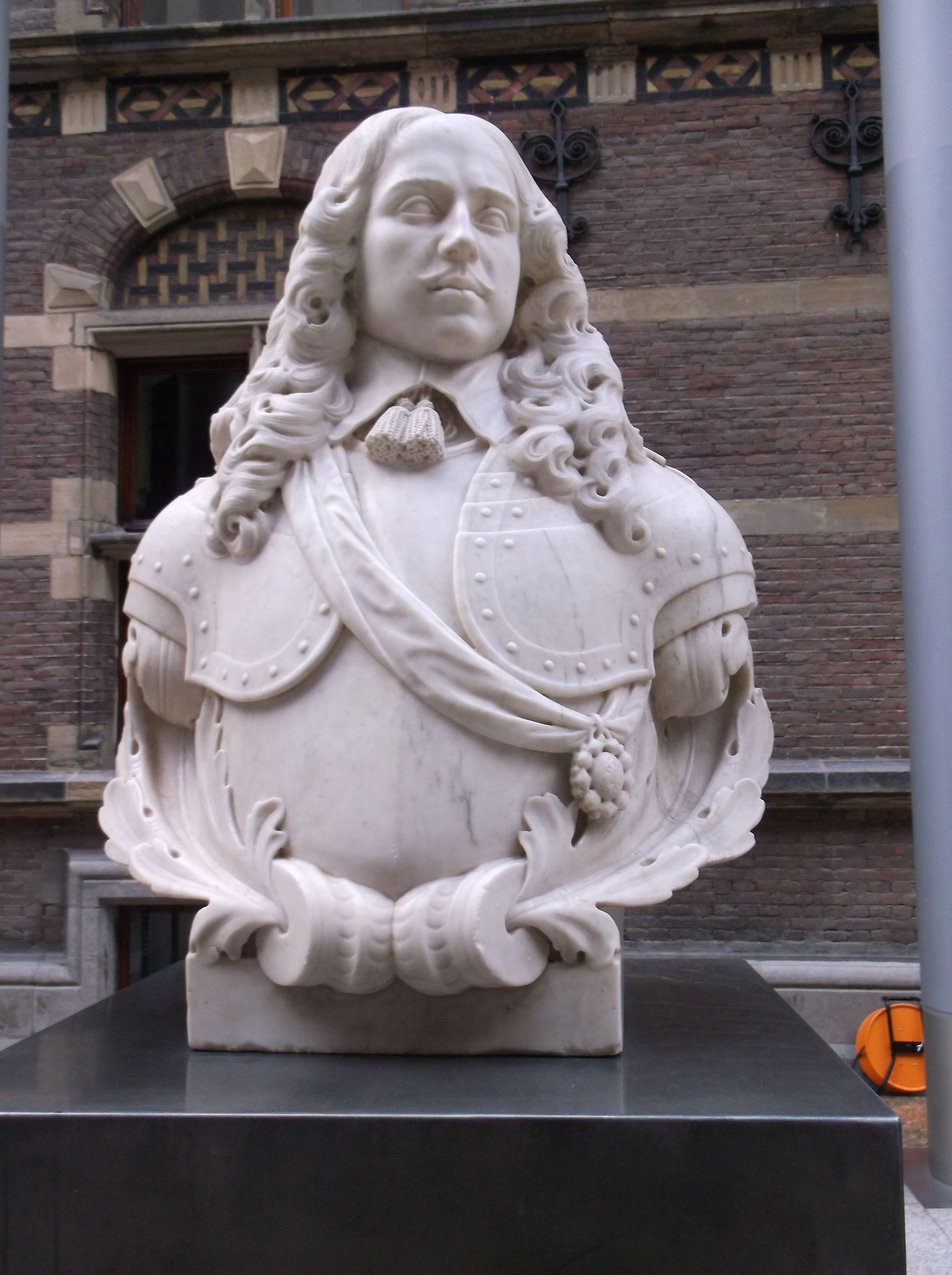
Willem II van Oranje (stadhouder), Rombout Verhulst, 1683, collectie Mauritshuis
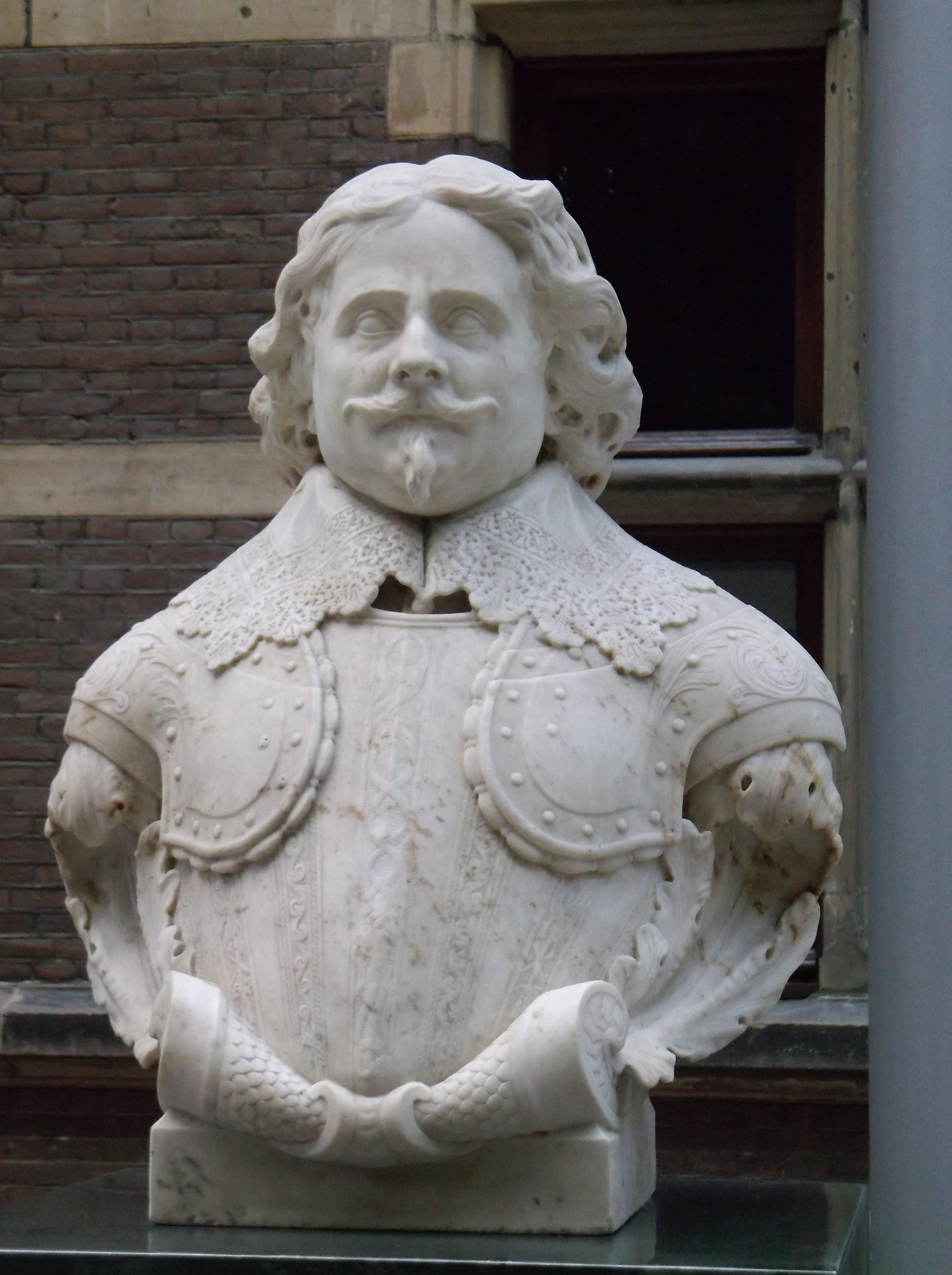
Frederik Hendrik van Oranje (stadhouder), Rombout Verhulst, 1683, collectie Mauritshuis